# Scopula claudata
Scopula claudata är en fjärilsart som beskrevs av Louis Beethoven Prout 1913. Scopula claudata ingår i släktet Scopula och familjen mätare. Inga underarter finns listade.